# Weltmeisterschaften im Bogenschießen 2019
Die Weltmeisterschaften im Bogenschießen 2019 wurden vom 10. bis 16. Juni im niederländischen ’s-Hertogenbosch ausgetragen.
Austragungsort der Vorrunden war der Sportplatz des Rugbyclub The Dukes. Die Finalrunden wurden auf dem Platz Parade ausgetragen.

## Ergebnisse

### Recurvebogen
| Disziplin         | Gold                                                       | Silber                                              | Bronze                                                   |
| ----------------- | ---------------------------------------------------------- | --------------------------------------------------- | -------------------------------------------------------- |
| Männer Einzel     | Brady Ellison                                              | Khairul Anuar Mohamad                               | Ruman Shana                                              |
| Frauen Einzel     | Lei Chien-ying                                             | Kang Chae-young                                     | Choi Mi-sun                                              |
| Männer Mannschaft | China Ding Yiliang Feng Hao Wei Shaoxuan                   | Indien Atanu Das Pravin Ramesh Jadhav Tarundeep Rai | Südkorea Kim Woo-jin Lee Seung-yun Lee Woo-seok          |
| Frauen Mannschaft | Chinesisch Taipeh Lei Chien-ying Peng Chia-mao Tan Ya-ting | Südkorea Chang Hye-jin Choi Mi-sun Kang Chae-young  | Großbritannien Sarah Bettles Naomi Folkard Bryony Pitman |
| Mixed Mannschaft  | Südkorea Lee Woo-seok Kang Chae-young                      | Niederlande Sjef van den Berg Gabriela Bayardo      | Italien Mauro Nespoli Vanessa Landi                      |

### Compoundbogen
| Disziplin         | Gold                                                   | Silber                                                  | Bronze                                              |
| ----------------- | ------------------------------------------------------ | ------------------------------------------------------- | --------------------------------------------------- |
| Männer Einzel     | James Lutz                                             | Anders Faugstad                                         | Kim Jong-ho                                         |
| Frauen Einzel     | Natalja Awdejewa                                       | Paige Pearce                                            | Jyothi Surekha Vennam                               |
| Männer Mannschaft | Südkorea Choi Yong-hee Kim Jong-ho Yang Jae-won        | Türkei Süleyman Araz Evren Çağıran Muhammed Yetim       | Niederlande Peter Elzinga Sil Pater Mike Schloesser |
| Frauen Mannschaft | Chinesisch Taipeh Chen Li-ju Chen Yi-hsuan Huang I-jou | Vereinigte Staaten Cassidy Cox Paige Pearce Alexis Ruiz | Indien Raj Kaur Muskan Kirar Jyothi Surekha Vennam  |
| Mixed Mannschaft  | Südkorea Kim Jong-ho So Chae-won                       | Frankreich Pierre-Julien Deloche Sophie Dodémont        | Chinesisch Taipeh Chen Chieh-lun Chen Yi-hsuan      |

## Medaillenspiegel
| Platz  | Land               | Gold | Silber | Bronze | Gesamt |
| ------ | ------------------ | ---- | ------ | ------ | ------ |
| 1      | Südkorea           | 3    | 2      | 3      | 8      |
| 2      | Chinesisch Taipeh  | 3    | –      | 1      | 4      |
| 3      | Vereinigte Staaten | 2    | 2      | –      | 4      |
| 4      | China              | 1    | –      | –      | 1      |
| 4      | Russland           | 1    | –      | –      | 1      |
| 6      | Indien             | –    | 1      | 2      | 3      |
| 7      | Niederlande        | –    | 1      | 1      | 2      |
| 8      | Frankreich         | –    | 1      | –      | 1      |
| 8      | Malaysia           | –    | 1      | –      | 1      |
| 8      | Norwegen           | –    | 1      | –      | 1      |
| 8      | Türkei             | –    | 1      | –      | 1      |
| 12     | Bangladesch        | –    | –      | 1      | 1      |
| 12     | Großbritannien     | –    | –      | 1      | 1      |
| 12     | Italien            | –    | –      | 1      | 1      |
| Gesamt | Gesamt             | 10   | 10     | 10     | 30     |